# Det bästa (musikalbum)
Det bästa är ett samlingsalbum av den svenska countrysångaren Hasse Andersson, utgivet den 24 juni 2016 på Warner Music Sweden/Slowfox Grammofon. Albumet innehåller Hasses 21 mest älskade låtar. Den Innehåller alla hits från "Änglahund" till "Guld och gröna skogar". Dessutom den helt nya låten "Allt eller inget" tillsammans med Lotta Engberg. Låtarna spelades in mellan 1993-2016.

## Låtlista
1. "Guld & gröna skogar"
2. "Änglahund"
3. "Allt eller inget" med Lotta Engberg
4. "Dans på Vejby ängar"
5. "Skomagare Anton"
6. "Arrendatorns klagan"
7. "God morgon"
8. "Marknadsvarité"
9. "Sommardansen" med Monica Forsberg
10. "Min gamla gitarr"
11. "Hej Lilla gumman"
12. "Till min livskamrat"
13. "Jag har skrivit mina sånger"
14. "Boots och nya jeans"
15. "Hur pratar dom där hos Sankte Per?"
16. "Vem är du?" med Monica Forsberg
17. "Då ska jag kyssa alla granna töser"
18. "Du är min vän"
19. "Höstens sista blomma"
20. "Sommarbyn"
21. "En helt vanlig söndag"

## Listplaceringar
| Lista (2016) | Topplaceringar |
| ------------ | -------------- |
| Sverige      | 10             |

### Fotnoter
1. ↑  ”Det bästa”. Swedishcharts. 1 mars 2016. http://www.swedishcharts.com/showitem.asp?interpret=Hasse+Andersson&titel=Det+b%E4sta&cat=a. Läst 11 juli 2016.